# 佐藤カツ

四国大学にあるカツの銅像

佐藤 カツ（さとう カツ、1892年（明治25年）2月2日 - 1969年（昭和44年）8月23日）は、日本の教育者。徳島県徳島市出身。佐香裁縫女学校、神戸シンガー女学院卒業。藍綬褒章、勲四等瑞宝章、従五位。

## 経歴
佐藤与三郎の娘として徳島市仲之町に生まれた。神戸シンガー女学院卒業。
1918年（大正7年）、女性の自立を唱え、徳島市内に徳島裁縫学院を創設、1925年（大正14年）に徳島洋服学院と改め、1943年（昭和18年）に徳島服装学院と改称、1951年（昭和26年）、学校法人四国文化服装学院を経営し、これを基盤として1961年（昭和36年）に四国女子短期大学を設立し、1966年（昭和41年）に四国女子大学（現在の四国大学）を創立、理事長となる。
1969年（昭和44年）8月23日、78歳で没する。